# August Nilsson (ingenjör)
August Leander Nilsson, född 28 februari 1880 i Transtrand, död 31 augusti 1971 i Södertälje, var en svensk ingenjör och teknisk chef på Scania-Vabis 1921–1946.
August Nilsson tog ingenjörsexamen vid Borås tekniska skola 1903 och arbetade sedan i Berlin med bland annat tågmotorer. 1907–1909 studerade han vid Technische Hochschule Darmstadt. Han arbetade sedan för DeLaval i USA innan han 1913 rekryterades till Scania-Vabis. 1915 utsågs han till chef för ritkontoret och 1921 till överingenjör och teknisk chef.  Nilsson utvecklade bland annat motorer och tog patent på en förgasare.
Ett viktigt steg för utvecklingen av bussar togs när Scania-Vabis vd Gunnar Lindmark och August Nilsson åkte till USA 1929 och besökte Twin-Coach Company i Ohio. Scania fick licens för att tillverka så kallade bulldoggbussar.